# جو دوچال
جو دوچال (انگلیسی: Joe Dudgeon؛ زادهٔ ۲۶ نوامبر ۱۹۹۰) بازیکن فوتبال اهل بریتانیا است.
از باشگاه‌هایی که در آن بازی کرده‌است می‌توان به باشگاه فوتبال بارنزلی، باشگاه فوتبال هال سیتی، باشگاه فوتبال کارلایل یونایتد، و باشگاه فوتبال منچستر یونایتد اشاره کرد.
وی همچنین در تیم ملی فوتبال زیر ۲۱ سال ایرلند شمالی بازی کرده‌است.